# 卡坦扎罗省
卡坦扎罗省 （Provincia di Catanzaro）是意大利卡拉布里亞的一個省。面積2,391平方公里，2005年人口368,923人。首府卡坦扎罗。
下分80市鎮。